# Titolazione di ossidoriduzione
Le titolazioni di ossidoriduzione sono titolazioni in cui la reazione tra titolante e analita è una ossidoriduzione.
Se la reazione analitica è una ossidazione si parla di ossidimetria, nel caso di una riduzione, di riduttimetria.
Affinché la titolazione abbia buon esito occorre conoscere:
- gli equilibri redox in soluzione e gli equilibri collaterali
- le condizioni in cui la reazione è sufficientemente veloce
- come seguire il decorso dell'analisi e come evidenziare il punto equivalente

## Equilibri redox in chimica analitica
L'equazione di Nernst deve essere modificata per poter esprimere il potenziale della soluzione in relazione alle concentrazioni analitiche. Per una generica reazione:
{\displaystyle {\ce {mOx + xe- -> nRid}}}
si ha:
{\displaystyle E=E_{f}^{0}+{\frac {RT}{nF}}\ln {\frac {[C_{ox}]^{m}}{[C_{rid}]^{n}}}}
E0f, chiamato potenziale formale standard, è in relazione con E0 attraverso dei coefficienti correttivi per le reazioni collaterali delle specie che prendono parte alla ossidoriduzione. Essendo un potenziale standard si ha che Cox = Crid = 1. Viene così correlato il E misurato (o rilevato con un indicatore) con la concentrazione analitica di interesse.

### Influenza del pH
Dato che ioni H+ o OH− sono sovente scambiati durante le reazioni di ossidoriduzione, il pH influenza il potenziale. In una reazione dove reagiscono m moli di H+ il potenziale formale ne risente in questo modo:
{\displaystyle E_{f}^{0}=E^{0'}+{\frac {RT}{nF}}\ln {[H^{+}]^{m}}}
Dove E0' è il potenziale formale corretto per i coefficienti di attività.

### Influenza della complessazione
Nel caso avvengano reazioni di complessazione, la concentrazione dello ione libero diminuisce e quindi cambia anche il potenziale. La variazione dipende dalle costanti di stabilità (Kf) dei complessi delle forme ossidata e ridotta.
{\displaystyle E_{f}^{0}=E^{0'}+{\frac {RT}{nF}}\ln {\frac {K_{f_{ox}}}{K_{f_{rid}}}}}

## Curve di titolazione
Viene messo in relazione il potenziale della soluzione all'equilibrio e il volume di titolante aggiunto. Si ottiene una curva asimmetrica in cui il potenziale prima del punto equivalente cresce lentamente e dopo varia molto poco. La grandezza del salto dipende dalla differenza dei potenziali standard del titolante e dell'analita; per individuare bene il punto finale è necessario un ΔE ≈ 200 mV.
Il punto equivalente non è centrato rispetto al salto della curva ma è spostato verso la coppia redox che scambia più elettroni. 
{\displaystyle E_{p.eq.}={\frac {mE_{ox}^{0}+nE_{rid}^{0}}{m+n}}}

## Metodiche principali
- Bicromatometria
- Bromatometria
- Cerimetria
- Iodimetria
- Iodometria
- Iodatometria
- Permanganometria